# Dolichothrix ericoides
Dolichothrix es un género monotípico de plantas con flores perteneciente a la familia de las asteráceas. Su única especie: Dolichothrix ericoides, es originaria de Sudáfrica.

## Descripción
Es una planta arbustiva,  muy ramificada con hojas diminutas, coriáceas, ovadas, obtusas, glabras por el haz, cóncava y tomentosa el envés; cabezuelas solitarias en los extremos de las ramas. Raíz gruesa y leñosa. Muchos tallos en la corona, leñoso, efecta o postrada, muy ramificada. Las hojas precisamente como en Elytropappus rhinocerotis. Sus aquenios sedosos muy inusuales en Helichrysum.

## Taxonomía
Dolichothrix ericoides fue descrita por (Lam.) Hilliard & B.L.Burtt   y publicado en Bot. J. Linn. Soc. 82(3): 222. 1981
Sinonimia
- Aphelexis ericoides Sweet
- Argyrocome ericoides Poir.
- Bryomorphe lycopodioides (Sch.Bip. ex Sch.Bip.) Levyns
- Gnaphalium argyrocoma Sch.Bip.
- Helichrysum arctioides Turcz.
- Helichrysum aretioides Turcz.
- Helichrysum ericoides (Lam.) Pers.
- Klenzea lycopodioides Sch.Bip. ex Walp.
- Stoebe nivea Thunb.[4]
- Xeranthemum ericoides Lam.